# М — означає Магія
М — означає Магія (англ. M Is for Magic) — збірка короткої прози для дітей. Автор — Ніл Гейман. Вперше опублікована 26 червня 2007 року в американському видавництві «ГарперКоллінс». Книга містить оповідання та вірші, що вже друкувалися раніше, а також розповідь «Надгробок для відьми», яка 2009 року стала четвертим розділом фентезійного дитячого роману «Книга кладовища».

## Назва
У передмові до видання Ніл Гейман так пояснив вибір назви для своєї збірки:
|  | Коли я був малим хлопцем, Рей Бредбері вибрав зі своїх книг короткої прози оповідання, які на його думку сподобалися б молодшим читачам та опублікував їх як «Р — означає Ракета» та «К — означає Космос». Нині я чиню так само. Я запитав Рея, чи він не проти, аби я назвав книгу «М — означає Магія». Він не заперечував. Оригінальний текст (англ.) When I was a boy, Ray Bradbury picked stories from his books of short stories he thought younger readers might like, and he published them as R Is for Rocket and S Is for Space. Now I was doing the same sort of thing, and I asked Ray if he’d mind if I called this book M Is for Magic. (He didn’t.) |

## Зміст
| - «Справа двадцяти чотирьох дроздів» (англ. The Case Of The Four And Twenty Blackbirds) - «Міст троля» (англ. Troll Bridge) - «Не питайте Джека» (англ. Don't Ask Jack) - «Як продати Понтійський міст» (англ. How To Sell The Ponti Bridge) - «Жовтень на місці головуючого» (англ. October In The Chair) | - «Лицарство»(англ. Chivalry) - «Ціна» (англ. The Price) - «Як розмовляти з дівчатами на вечірках»(англ. How to Talk to Girls at Parties) - «Жар-птиця»(англ. Sunbird) - «Надгробок для відьми»(англ. The Witch's Headstone) - «Інструкції» (англ. Instructions) |